# Dzierzbice
Dzierzbice – wieś w Polsce położona w województwie wielkopolskim, w powiecie kolskim, w gminie Chodów.
W latach 1975–1998 miejscowość administracyjnie należała do województwa konińskiego.

## Informacje ogólne
Wieś położona nad Rgielewką, ok. 5 km na północny wschód od Kłodawy. Wymieniona po raz pierwszy w dokumencie z 1387 r., stanowiła wówczas własność szlachecką.

## Kościół
Murowany kościół Świętego Mikołaja Biskupa został wzniesiony w 1798 r. W XIX wieku był dwukrotnie restaurowany. W partiach nie przebudowywanych reprezentuje styl klasycystyczny. W drugiej połowie XIX wieku do pierwotnego budynku dobudowano nowe prezbiterium z półkolistą absydą, wieżę oraz zakrystię od strony północnej. Wewnątrz, w dwóch bocznych ołtarzach klasycystycznych z końca XVIII wieku, znajdują się obrazy Matki Boskiej ze Świętym Stanisławem Kostką i Świętym Alojzym oraz Świętego Marcina, pochodzące również z XVIII wieku. Z dawnego wyposażenia zachowała się jeszcze ambona klasycystyczna z 1798 r. oraz tablica erekcyjna świątyni. Na cmentarzu znajduje się bezimienna mogiła żołnierska z okresu drugiej wojny światowej. Parafia w Dzierzbicach administracyjnie należy do dekanatu krośniewickiego (diecezja łowicka).

## Dworek
Klasycystyczny dwór został zbudowany w pierwszej połowie XIX wieku, a około 1870 r. – nieco go rozbudowano. Jest to jednopiętrowy budynek kryty dachem czteroprzęsłowym. Od frontu zdobi go czterokolumnowy portyk. Z XIX wieku pochodzą także niedalekie zabudowania gospodarskie. Przy dworze położony jest dziewiętnastowieczny park krajobrazowy o powierzchni 4 ha, w którym ustawionych było dawniej kilkanaście rzeźb późnobarokowych. Do dziś przetrwaj jedynie posąg Diany i kamienna waza. W drzewostanie parku przeważają: lipy, jesiony, świerki i graby. Ochronie podlega znajdująca się tu grupa głazów narzutowych, z których największy ma obwód ok. 6 m.